# Campionat del Món de sidecarcross
El Campionat del Món de Sidecarcross (oficialment: FIM Sidecar Motocross World Championship) és un esdeveniment anual organitzat per la FIM, celebrat des de 1980 com a continuació del Campionat d'Europa que es venia disputant d'ençà de 1971.
La temporada de curses comença a la primavera i acaba a la tardor, amb un calendari que consta habitualment de set o vuit Grans Premis repartits per sengles països europeus.

## Història
La competició internacional de sidecarcross s'inaugurà el 1971 amb la Copa FIM, una mena de Campionat d'Europa oficiós, disputant-se'n el primer Gran Premi el 25 d'abril d'aquell any a Pernes-les-Fontaines, Occitània.
A partir de 1975, la competició s'anomenà oficialment Campionat d'Europa, passant a dir-se Campionat del Món d'ençà de la temporada de 1980. A la pràctica, però, gairebé tots els participants són europeus (tret d'un petit contingent de pilots dels EUA i d'Austràlia), i totes les curses se celebren a Europa. Tradicionalment, gairebé tots els Grans Premis es disputaven a països de centreeuropa, però l'aparició de competidors letons d'alt nivell ha fet que darrerament se n'organitzin també als estats Bàltics.
A partir de 2007, 24 països europeus han estat seu dels Grans Premis. De vegades se n'han celebrat a països on no hi ha gaire interès pel sidecarcross, com ara Grècia, Noruega, Irlanda del Nord o Catalunya (on el 1984 se'n disputà un al Circuit del Vallès).

## Reglamentació
Un Gran Premi es divideix en dues curses, celebrades el mateix dia, cadascuna amb una durada de 30 minuts més dues voltes. Els punts obtinguts en ambdues curses decideixen l'equip guanyador del Gran Premi (que sol rebre un trofeu especial) i s'acumulen al còmput global de cada equip, proclamant-se Campió del Món aquell que més en tingui al final del campionat.
Un equip consta de conductor i passatger, podent-se aquests intercanviar el seu rol al llarg de la temporada (cosa que passa de vegades a causa de petites lesions), sense que això afecti al total de punts acumulats. Si un conductor fa servir més d'un passatger durant la temporada i guanya el mundial, es considera campió a aquell passatger que hagi pres part en més de la meitat de les curses (o a aquell qui hagi obtingut com a mínim 50% de la puntuació total de l'equip).
El barem de puntuació aplicat durant la temporada 2008 fou el següent:
| Posició | Punts |
| ------- | ----- |
| 1       | 25    |
| 2       | 22    |
| 3       | 20    |
| 4       | 18    |
| 5       | 16    |
| 6       | 15    |
| 7       | 14    |
| 8       | 13    |
| 9       | 12    |
| 10      | 11    |

| Posició | Punts |
| ------- | ----- |
| 11      | 10    |
| 12      | 9     |
| 13      | 8     |
| 14      | 7     |
| 15      | 6     |
| 16      | 5     |
| 17      | 4     |
| 18      | 3     |
| 19      | 2     |
| 20      | 1     |

### Cap de setmana de curses
Un cap de setmana típic es divideix entre les proves classificatòries (dissabte) i les curses pròpiament dites (diumenge). A les classificatòries de dissabte es trien els dotze millors equips d'entre el total de participants, dividits en dos grups. Els equips rebutjats a la primera ronda en tenen una altra de repesca, en què se'n trien els sis primers i els dos següents queden com a reserva (per si algun dels equips classificats no pot disputar alguna de les dues curses de diumenge).
Diumenge es corren les dues curses i s'atorguen els punts en funció del resultat. Si dos equips acaben empatats, el guanyador del Gran Premi és aquell que hagi aconseguit la millor posició parcial (en cas que tots dos hagin assolit els mateixos parcials, es proclama guanyador al millor de la segona cursa).

### Premis en metàl·lic
Les compensacions econòmiques (dietes i premis) no són gaire importants, ja que el sidecarcross encara és un esport bàsicament "amateur". A la temporada 2009, per exemple, cada equip classificat per a les curses de diumenge va rebre 500€ en concepte de despeses de viatge. Els premis en metàl·lic eren de 300 € per a l'equip guanyador, 250 per al segon, 200 per al tercer i així gradualment fins als 50 € que rebien els classificats entre la posició dotzena i la vintena.

## Llista de guanyadors

### Guanyadors de la FIM Cup (1971 - 1974)
| Any  | Campions                        | Motor-Xassís |
| ---- | ------------------------------- | ------------ |
| 1971 | Rikus Lubbers / Bart Notten     | Norton-Wasp  |
| 1972 | Robert Grogg / Gerhard Martinez | Norton-Wasp  |
| 1973 | Lorenz Haller / Samuel Haller   | Honda-SPP    |
| 1974 | Robert Grogg / Andreas Grabner  | Norton-Wasp  |

### Campions d'Europa (1975 - 1979)
| Any  | Campions                            | Motor-Xassís |
| ---- | ----------------------------------- | ------------ |
| 1975 | Ton van Heugten / Dick Steenbergen  | Yamaha-Hagon |
| 1976 | Robert Grogg / Andreas Hüsser       | Norton-Wasp  |
| 1977 | Robert Grogg / Andreas Hüsser       | Norton-Wasp  |
| 1978 | Robert Grogg / Andreas Hüsser       | Norton-Wasp  |
| 1979 | Emil Bollhalder / Roland Bollhalder | Yamaha-EML   |

### Campions del Món (1980 - Actualitat)
A 15 de novembre de 2024
| Any  | Campions                                | Motor-Xassís          |
| ---- | --------------------------------------- | --------------------- |
| 1980 | Reinhard Böhler / Siegfried Müller      | Yamaha-Wasp           |
| 1981 | Ton van Heugten / Frits Kiggen          | Yamaha-Wasp           |
| 1982 | Emil Bollhalder / Karl Büsser           | Yamaha-EML            |
| 1983 | Emil Bollhalder / Karl Büsser           | Yamaha-EML            |
| 1984 | Hansi Bächtold / Fritz Fuß              | EML/Jumbo-EML         |
| 1985 | Hansi Bächtold / Fritz Fuß              | EML/Jumbo-EML         |
| 1986 | Hansi Bächtold / Fritz Fuß              | EML/Jumbo-EML         |
| 1987 | Hansi Bächtold / Fritz Fuß              | EML/Jumbo-EML         |
| 1988 | Christoph Hüsser / Andreas Hüsser       | KTM-VMC               |
| 1989 | Christoph Hüsser / Andreas Hüsser       | KTM-VMC               |
| 1990 | Benny Janssen / Tiny Janssen            | Honda-EML             |
| 1991 | Eimbert Timmermans / Eric Verhagen      | Kawasaki-EML          |
| 1992 | Eimbert Timmermans / Eric Verhagen      | Kawasaki-EML          |
| 1993 | Andreas Fuhrer / Adrian Käser           | Kawasaki-VMC          |
| 1994 | Andreas Fuhrer / Adrian Käser           | Kawasaki-VMC          |
| 1995 | Andreas Fuhrer / Adrian Käser           | Kawasaki-JHR          |
| 1996 | Andreas Fuhrer / Adrian Käser           | Kawasaki-JHR          |
| 1997 | Kristers Sergis / Artis Rasmanis        | KTM-EML               |
| 1998 | Kristers Sergis / Artis Rasmanis        | Zabel-BSU             |
| 1999 | Daniël Willemsen / Marcel Willemsen     | Zabel-BSU             |
| 2000 | Kristers Sergis / Artis Rasmanis        | MTH-BSU               |
| 2001 | Kristers Sergis / Artis Rasmanis        | MTH-BSU               |
| 2002 | Kristers Sergis / Artis Rasmanis        | MTH-BSU               |
| 2003 | Daniël Willemsen / Kaspars Stupelis     | Zabel-VMC             |
| 2004 | Daniël Willemsen / Kaspars Stupelis     | Zabel-VMC             |
| 2005 | Daniël Willemsen / Sven Verbrugge       | Zabel-VMC             |
| 2006 | Daniël Willemsen / Sven Verbrugge       | Zabel-VMC             |
| 2007 | Daniël Willemsen / Reto Grütter         | Zabel-VMC             |
| 2008 | Daniël Willemsen / Reto Grütter         | Zabel-VMC             |
| 2009 | Joris Hendrickx / Kaspars Liepins       | KTM-VMC               |
| 2010 | Daniël Willemsen / Gertie Eggink        | Zabel-WSP             |
| 2011 | Daniël Willemsen / Sven Verbrugge       | Zabel-WSP             |
| 2012 | Daniël Willemsen / Kenny van Gaalen     | Zabel-WSP             |
| 2013 | Ben Adriaenssen / Ben van den Bogaart   | KTM-WSP               |
| 2014 | Ben Adriaenssen / Ben van den Bogaart   | Husqvarna-WSP         |
| 2015 | Etienne Bax / Kaspars Stupelis          | Zabel-WSP             |
| 2016 | Jan Hendrickx / Ben van den Bogaart     | Husqvarna-WSP         |
| 2017 | Etienne Bax / Nicolas Musset            | Zabel-WSP             |
| 2018 | Marvin Vanluchene / Ben van den Bogaart | Zabel-VMC             |
| 2019 | Etienne Bax / Kaspars Stupelis          | Zabel-WSP             |
| 2020 | Cancel·lat (COVID-19)                   | Cancel·lat (COVID-19) |
| 2021 | Etienne Bax / Nicolas Musset            | Zabel-WSP             |
| 2022 | Etienne Bax / Ondřej Čermák             | Husqvarna-WSP         |
| 2023 | Marvin Vanluchene / Nicolas Musset      | Zabel-VMC             |
| 2024 | Marvin Vanluchene / Glenn Janssens      | Zabel-VMC             |

- Passatgers en cursiva.

## Temporades d'exemple

### Temporada 2008
Els top-ten de la temporada 2008 foren:
|    | Pilot / Passatger                  | Equipament | Punts | 1r | 2n | 3r |
| 1  | Daniël Willemsen / Reto Grütter    | Zabel-VMC  | 531   | 19 | —  | 2  |
| 2  | Kristers Sergis / Kaspars Stupelis | KTM-AYR    | 434   | 4  | 12 | 2  |
| 3  | Jan Hendrickx / Tim Smeuninx       | Zabel-VMC  | 421   | 1  | 4  | 4  |
| 4  | Joris Hendrickx / Kaspars Liepins  | KTM-AYR    | 394   | —  | 2  | 3  |
| 5  | Marco Happich / Meinrad Schelbert  | Zabel-MEFO | 317   | —  | 1  | 4  |
| 6  | Maris Rupeiks / Haralds Kurpnieks  | KTM-AYR    | 297   | —  | 2  | 1  |
| 7  | Vaclav Rozehnal / Marek Rozehnal   | Zabel-VMC  | 273   | —  | 2  | 1  |
| 8  | Janis Daiders / Lauris Daiders     | KTM-AYR    | 269   | —  | —  | 2  |
| 9  | Nicky Pulinx / Ondrej Cermak       | Zabel-VMC  | 244   | —  | —  | —  |
| 10 | Etienne Bax / Marc van Deutekom    | Zabel-VMC  | 240   | —  | —  | 1  |

- Com a equipament, es llista el motor i el bastidor

### Temporada 2009
|    | Pilot / Passatger                 | Equipament   | Punts | 1r | 2n | 3r |
| 1  | Joris Hendrickx / Kaspars Liepins | KTM-VMC      | 483   | 2  | 8  | 10 |
| 2  | Jan Hendrickx / Tim Smeuninx      | KTM-VMC      | 465   | 6  | 7  | 3  |
| 3  | Janis Daiders / Lauris Daiders    | KTM-VMC      | 418   | 3  | 2  | 3  |
| 4  | Marco Happich / Martin Betschart  | Zabel-MEFO   | 377   | 1  | 3  | 1  |
| 5  | Daniël Willemsen / Sven Verbrugge | Zabel-VMC    | 366   | 12 | —  | —  |
| 6  | Vaclav Rozehnal / Marek Rozehnal  | Zabel-VMC    | 365   | —  | 1  | 1  |
| 7  | Maris Rupeiks / Haralds Kurpnieks | KTM-WSP      | 341   | —  | 3  | 3  |
| 8  | Etienne Bax / Marc van Deutekom   | Zabel-VMC    | 300   | —  | 1  | 1  |
| 9  | Stuart Brown / Luke Peters        | Husaberg-VMC | 266   | 1  | —  | 1  |
| 10 | Tomas Cermak / Ondrej Cermak      | JAWA-MEFO    | 261   | —  | —  | —  |

- Com a equipament, es llista el motor i el bastidor

### Temporada 2010
Els equips top-ten de la temporada 2010 foren:
|    | Pilot / Passatger                  | Equipament | Núm. | Punts |
| 1  | Daniël Willemsen / Gertie Eggink   | Zabel-WSP  | 111  | 556   |
| 2  | Joris Hendrickx / Kaspars Liepins  | KTM-VMC    | 1    | 547   |
| 3  | Jan Hendrickx / Tim Smeuninx       | KTM-VMC    | 2    | 464   |
| 4  | Etienne Bax / Ben van den Boogaert | Zabel-EML  | 8    | 456   |
| 5  | Maris Rupeiks / Kaspars Stupelis   | KTM-WSP    | 7    | 423   |
| 6  | Ben Adriaenssen / Kenny van Gaalen | KTM-VMC    | 18   | 322   |
| 7  | Tomas Cermak / Ondrej Cermak       | JAWA-MEFO  | 10   | 286   |
| 8  | Janis Daiders / Lauris Daiders     | KTM-VMC    | 3    | 283   |
| 9  | Baptiste Bigand / Julien Bigand    | Zabel-VMC  | 33   | 243   |
| 10 | Jan Visscher / Jeroen Visscher     | Zabel-VMC  | 15   | 232   |

- Com a equipament, es llista el motor i el bastidor